# Обрив (фільм, 1983)
«Обрив» (рос. «Обрыв») — радянський двосерійний художній фільм 1983 року режисера Володимира Венгерова за мотивами однойменного роману І. О. Гончарова.
Останній фільм режисера. Критикою фільм названий мелодрамою з дворянського побуту: гарне кіно, але далеке від теми літературної основи.

## Сюжет
Борис Павлович Райський, нудьгуючий петербурзький естет, приїжджає у свій родовий маєток в невеликому містечку на Волзі. Він розраховував знайти там нудьгу і недалеких провінціалів, і не очікував, що в глибинці його чекає справжнє життя, драматична любов і неабиякі пристрасті. Маєток Бориса Райського — благословенний куточок, де все радує око: рідний старий будинок, ніжна зелень беріз і лип, срібляста смуга Волги поряд. І тільки таємничий обрив в кінці саду лякає мешканців садиби. За переказами, на дні його в далекі часи ревнивий чоловік убив дружину і суперника. «Обрив» — слово-символ у долі головної героїні Віри. Їй на долю випало полюбити нігіліста і циніка, що проповідує «любов на термін», болісно вибирати між почуттям і боргом, нарешті, спуститися до коханої людини в обрив, обірвати все, що пов'язувало з колишнім життям…

## У ролях
- Георгій Антонов —  Борис Павлович Райський
- Олена Фіногєєва —  Віра Бережкова
- Микола Кочегаров —  Марк Волохов
- Римма Маркова —  Тетяна Марківна Бережкова, бабуся
- Марина Яковлєва —  Марфинька
- Олена Соловей —  Поліна Карпівна Крицька
- Віталій Шаповалов —  Іван Іванович Тушин
- Микола Іванов —  Леонтій Козлов
- Тамара Лебедєва —  Уляна Андріївна Козлова
- Олег Корчиков —  Савелій
- Алла Текшина —  Марина
- Олег Штефанко —  Вікентьєв
- Юрій Шерстньов —  Ніл Андрійович
- Степан Крилов —  Яків
- Тамара Тимофєєва —  Василиса
- Михайло Семенов —  Єгорка
- Марина Чернишова —  Пашутка
- Віктор Терехов —  Прохор
- Валерій Войтюк —  Мішель Рамін, кадет
- Сергій Свистунов —  Тит Ніконич
- Георгій Штиль —  Іван Петрович
- Марина Юрасова —  мати Вікентьєва
- Олена Андерегг —  гостя
- Ігор Єфімов —  полковник
- Олександр Александров —  епізод
- Валерій Кравченко —  епізод
- Людмила Купіна —  епізод
- Надія Шумилова —  епізод
- Жанна Сухопольська —  епізод

## Знімальна група
- Режисер — Володимир Венгеров
- Сценарист — Володимир Венгеров
- Оператор — Анатолій Заболоцький
- Композитор — Ісаак Шварц
- Художник — Марина Азизян